# Kasubi
Kasubi – wzgórze w Kampali w Ugandzie, będące miejscem spoczynku królów Bugandy. W 2001 roku grobowce Kasubi wpisano na listę światowego dziedzictwa UNESCO. 
Miejsce to odzwierciedla historyczne, religijne i kulturowe wartości ludu Baganda. Jest również przykładem miejscowej tradycyjnej architektury.

## Grobowce Kasubi
W 1882 roku na wzgórzu Kasubi wzniesiono pałac, który po śmierci króla Mutesy I przekształcono w grobowiec. Wewnątrz centralnego budynku w kształcie kopuły o średnicy 31 metrów i wysokości 12 metrów, spoczywają królowie Mutesa I, Mwanga II, Daudi Chwa II i Mutesa II. Ponieważ wszystkich czterech władców pochowano w jednym grobowcu, miejsce to stało się ważnym sanktuarium. Ten główny grobowiec nazywany jest Muzibu-Azaala-Mpanga. 16 marca 2010 uległ on zniszczeniu w wyniku pożaru, co stało się przyczyną wpisania kompleksu Kasubi na listę zagrożonych miejsc światowego dziedzictwa. . W 2023 roku po odbudowie obiektu zdecydowano o usunięciu go z listy obiektów zagrożonych. 
Za głównym grobowcem pochowani są również potomkowie czterech królów. Dzięki temu miejsce to ma nie tylko duchowe, ale i kulturowe znaczenie jako królewska nekropolia Bugandy.